# Bataal Barat
Bataal Barat is een bestuurslaag in het regentschap Sumenep van de provincie Oost-Java, Indonesië. Bataal Barat telt 1846 inwoners (volkstelling 2010).